# Церковь Святого Степаноса (Каменец-Подольский)
Церковь Святого Степаноса — армянская церковь в Каменец-Подольском, построенная в 1633 году и разрушенная в период турецкого владычества с 1672 по 1699 год.

## Предыстория
По разным данным армяне в Каменец-Подольском поселились в XI—XIII веках.[привести цитату] В XVII веке в городе уже насчитывалось 1200 семей армян. Составляя значительную часть населения Каменец-Подольского, и занимая большую часть города, армяне селились в основном в юго-восточной части города; до сих пор в городе имеется квартал, известный среди местных под названием Армянский. В этой части города располагались, помимо административных и коммерческих зданий армянской общины, и главные армянские храмы города.

## История церкви
Церковь святого Степаноса была построена в 1633 году. Церковь располагалась южнее Армянского рынка и представляла собой сооружение не большого размера, больше похожей на часовню. По сведениям собранным армянским историком и путешественником Минасом Бжишкяном (1777—1851), желая слушать церковную службу и литургию, церковь, близ своего дома, на противоположной стороне улицы, построил один местный богач. в церкви хранились, привезённая из Жванеца, статуя Богоматери, а также несколько рукописей и барельеф на чёрном мраморе с надписью. Неполная расшифровка этой надписи была приведена в книге М. Бжишкяна, опубликованной в 1830 году. По-видимому эта надпись была оставлена строителем церкви св. Степаноса, изначально она была установлена над входом; однако после взятия города турецкими войсками она была снята, и настолько повреждена, что имя строителя церкви расшифровывается не полностью. По всей вероятности церковь была разрушена в годы турецкого владычества (1672—1699).

## Прочие факты
Когда икона Богородицы, почитаемая всеми христианскими конфессиями, была возвращена в Каменец-Подольский, армянские церкви св. Николая и Благовещения находились в разрушенном состоянии, поэтому 22 мая 1700 года икона была установлена в часовне св. Степаноса, наскоро построенной в колокольне церкви св. Николая. Предположительно, часовня получила имя св. Степаноса в память об одноимённой церкви, существовавшей в городе.